# 들꿩속
들꿩속(Tetrastes)은 꿩과의 한 속이다. 들꿩 등이 속해 있다.

## 하위 종
- 들꿩(Tetrastes bonasia)
- Tetrastes sewerzowi